# وليام كاثكارت (ضابط في البحرية الملكية)
 كان ويليام كاثكارت من مواليد (30 يونيو عام 1782 ) توفى في( 4 يونيو عام 1804) ضابطًا في البحرية الملكية خلال الحروب الثورية والنابليونية الفرنسية.

## حياة سابقة
كان الابن البكر للنظير الإسكتلندي ويليام كاثكارت، اللورد العاشر كاثكارت (1755-1843)، إيرل كاثكارت، وإليزابيث إليوت (1760-1847)، ابنة أندرو إليوت، حاكم نيويورك. كان شقيقه الأصغر عامًا، السير جورج كاثكارت (1794 - 1854). ولد في لندن، وسجل تاريخ ميلاده في 13 يونيو 1782، وفقًا لمصادر أخرى. تلقى كاثكارت تعليمه في كلية إيتون، وندسور، بيركشاير، المملكة المتحدة.

## عمله في البحرية
انضم كاثكارت إلى البحرية الملكية في أغسطس 1795 كمتطوع على متن سفينة ملبومين، المحمل فيها ثمانية وثلاثون بندقية، وهي سفينة من الدرجة الخامسة تم الاستيلاء عليها أصلاً من الفرنسيين عام 1794، وتم إيقاف تشغيلها أخيرًا في عام 1815. أصبح كاثكارت ضابط بحرية (عام 14 يناير - 12 نوفمبر 1797)،  وأصبح ملازمًا في 2 سبتمبر 1801.
توفي في جزر الهند الغربية بسبب الحمى الصفراء في 4 يونيو 1804 في سن 21. يقال أنه خدم بامتياز في الحرب على بولون، وهو هجوم بحري في أغسطس 1801 حاولت فيه البحرية الملكية تدمير مكونات الأسطول الفرنسي في ذلك الميناء.

## دور كاثكارت في هجوم بولون
خلال الغارة الثانية على بولون، ورد أن كاثكارت خدم بامتياز كبير كجزء من طاقم مكلف بتدمير هدف بحري فرنسي. في وقت هذا الإجراء، أفيد أن كاثكارت قد قضى بالفعل وقتًا في البحر الأبيض المتوسط وكان يعمل مع سرب قبالة بريست كمساعد ملازم على متن الفرقاطة، ميدوسا ، التي قادها نيلسون مؤخرًا. للهجوم على أسطول العدو، وتم تعيين كاثكارت في قيادة السفن الهجومية. 

## الوفاة
تم تعيين كاثكارت كقائد للبريد في السفينة الملكية كلوريندي، وتم القبض عليه مع سفينة سرفيلينت ، بعد أن تحطمت على الصخور أثناء محاولتها الهروب من حصار بريطاني مشترك لسانتو دومينغو، تحت قيادة إيمانويل هالغان، في عام 1803.  تم استرداد السفينة ثم تم نقلها إلى جامايكا خلال تلك الفترة التي تولى فيها كاثكارت مسؤولية السفينة. ومع ذلك، قبل أن يتمكن من الصعود بالكامل إلى قيادته الجديدة، أصيب كاثكارت بالحمى الصفراء، وهي عدوى فيروسية يحملها البعوض، والتي ثبت أنها قاتلة. 